# 西村亮
西村 亮（にしむら あきら、1974年7月18日 - ）は、静岡県掛川市出身の元アマチュア野球選手（捕手・内野手）、野球指導者。右投右打。

## 来歴・人物
静岡高等学校では2年秋に投手として東海大会ベスト8に進出。2学年上に山崎一玄がいた。駒澤大学に進学して硬式野球部に所属し、捕手、一塁手、4年次は主将を務めた。東都大学野球リーグでは1996年の春季と秋季での2度ベストナインに選出され、秋季には、首位打者も獲得した。2学年上に河原純一、本間満、高木浩之、1学年下に高橋尚成、2学年下に新井貴浩がいた。
大学卒業後は、社会人野球のJR東日本東北のチームに入団し、主に捕手として、活躍し、同チームのコーチも務めた。
不祥事で辞任した小椋正博監督の後任として、2012年から母校の駒澤大学の監督に就任。2014年の秋季リーグでは、エースの今永昇太を擁して、チームを優勝に導き、同年の明治神宮野球大会でも優勝を果たした。2016年をもって、監督を退任。
2018年からは藤井省二に代わってJR東日本東北の監督を務めている。
趣味はスポーツ観戦。